# Thomas Lilley
Thomas Hugh Lilley (ur. 19 grudnia 1887 w Dorchester, zm. 18 września 1954 w Medfield) – amerykański lekkoatleta, uczestnik igrzysk olimpijskich w Sztokholmie 1912

## Występy na igrzyskach olimpijskich
Lilley wystartował tylko raz na igrzyskach olimpijskich w 1912 r. Brał udział w maratonie, który się odbył 14 lipca 1912 r. Dystans 40,200 km przebiegł w czasie 2:59:35,4 h zajmując 18 miejsce.

## Rekordy życiowe
- maraton – 2:23:51 h (1912)